# Matisse Samoise
Matisse Samoise (Gante, 21 de noviembre de 2001) es un futbolista belga que juega en la demarcación de centrocampista para el KAA Gante de la Primera División de Bélgica.

## Trayectoria
Tras formarse como futbolista en las categorías inferiores del KAA Gante, finalmente el 29 de septiembre de 2020 debutó con el primer equipo en la Liga de Campeones de la UEFA contra el FC Dinamo de Kiev en un partido que finalizó con un marcador de 3-0 a favor del combinado ucraniano. El 4 de octubre de 2020 debutó en la Primera División de Bélgica en un partido contra el K Beerschot VA que finalizó con un resultado de 5-1 a favor del equipo gantés.

## Clubes
| Club      | País    | Año   | Partidos | Goles |
| --------- | ------- | ----- | -------- | ----- |
| KAA Gante | Bélgica | 2020- | 199      | 13    |

## Palmarés

### Títulos nacionales
| Título          | Club           | País    | Año  |
| --------------- | -------------- | ------- | ---- |
| Copa de Bélgica | K. A. A. Gante | Bélgica | 2022 |